# 第94回アカデミー賞
第94回アカデミー賞は、映画芸術科学アカデミー（AMPAS）が主催する賞であり、2021年の映画（3月1日から12月31日まで）を対象とし、2022年3月27日にカリフォルニア州ロサンゼルス市ハリウッドのドルビー・シアターで午後5時（PDT）より授賞式が行われた。
通常より1ヶ月延期での開催となった。

## ノミネート
第94回アカデミー賞のノミネートは2022年2月8日5時18分PST(13時18分UTC)にトレイシー・エリス・ロスとレスリー・ジョーダンにより発表され、ストリーミング配信された。
受賞者は各項目最上段に太字でダブルダガー () 付きのものである。
| 作品賞 - 『コーダ あいのうた』 - フィリップ・ルスレ、ファブリス・ジャンフェルミ、パトリック・ヴァックスベルガー - 『ベルファスト』 - ローラ・バーウィック、ケネス・ブラナー、ベッカ・コヴァチク、テイマー・トーマス - 『ドント・ルック・アップ』 - アダム・マッケイ、ケヴィン・J・メシック - 『ドライブ・マイ・カー』 - 山本晃久 - 『DUNE/デューン 砂の惑星』 - メアリー・ペアレント、ドゥニ・ヴィルヌーヴ、ケイル・ボイター - 『ドリームプラン』 - ティム・ホワイト、トレヴァー・ホワイト、ウィル・スミス - 『リコリス・ピザ』 - サラ・マーフィー、アダム・ソムナー、ポール・トーマス・アンダーソン - 『ナイトメア・アリー』 - ギレルモ・デル・トロ、J・マイルズ・デイル、ブラッドリー・クーパー - 『パワー・オブ・ザ・ドッグ』 - ジェーン・カンピオン、タニヤ・セガッチアン、エミール・シャーマン、イアン・カニング、ロジェ・フラピエ - 『ウエスト・サイド・ストーリー』 - スティーブン・スピルバーグ、クリスティ・マコスコ・クリーガー | 監督賞 - ジェーン・カンピオン - 『パワー・オブ・ザ・ドッグ』 - ケネス・ブラナー - 『ベルファスト』 - 濱口竜介 - 『ドライブ・マイ・カー』 - ポール・トーマス・アンダーソン - 『リコリス・ピザ』 - スティーブン・スピルバーグ - 『ウエスト・サイド・ストーリー』 |
| 主演男優賞 - ウィル・スミス - 『ドリームプラン』 : リチャード・ウィリアムズ役 - ハビエル・バルデム - 『愛すべき夫妻の秘密』 : デジ・アーナズ役 - ベネディクト・カンバーバッチ - 『パワー・オブ・ザ・ドッグ』 : フィル・バーバンク役 - アンドリュー・ガーフィールド - 『Tick, tick... BOOM! : チック、チック…ブーン!』 : ジョナサン・ラーソン役 - デンゼル・ワシントン - 『マクベス』 : マクベス役 | 主演女優賞 - ジェシカ・チャステイン - 『タミー・フェイの瞳』 : タミー・フェイ・メスナー役 - オリヴィア・コールマン - 『ロスト・ドーター』 : レダ・カルーソ役 - ペネロペ・クルス - 『パラレル・マザーズ』 : ジャニス・マルティネス・モレノ役 - ニコール・キッドマン - 『愛すべき夫妻の秘密』 : ルシル・ボール役 - クリステン・スチュワート - 『スペンサー ダイアナの決意』 : ダイアナ皇太子妃役 |
| 助演男優賞 - トロイ・コッツァー - 『コーダ あいのうた』 : フランク・ロッシ役 - キアラン・ハインズ - 『ベルファスト』 : ポップ役 - ジェシー・プレモンス - 『パワー・オブ・ザ・ドッグ』 : ジョージ・バーバンク役 - J・K・シモンズ - 『愛すべき夫妻の秘密』 : ウィリアム・フローリー役 - コディ・スミット＝マクフィー - 『パワー・オブ・ザ・ドッグ』 : ピーター・ゴードン役 | 助演女優賞 - アリアナ・デボーズ - 『ウエスト・サイド・ストーリー』 : アニータ役 - ジェシー・バックリー - 『ロスト・ドーター』 : 若い頃のレダ・カルーソ役 - ジュディ・デンチ - 『ベルファスト』 : グラニー役 - キルスティン・ダンスト - 『パワー・オブ・ザ・ドッグ』 : ローズ・ゴードン役 - アーンジャニュー・エリス - 『ドリームプラン』 : オーラセン・プライス役 |
| 脚本賞 - 『ベルファスト』 - ケネス・ブラナー - 『ドント・ルック・アップ』 - 脚本 : アダム・マッケイ、原案 : アダム・マッケイ、デヴィッド・シロタ - 『ドリームプラン』 - ザック・ベイリン - 『リコリス・ピザ』 - ポール・トーマス・アンダーソン - 『わたしは最悪。』 - エスキル・フォクト、ヨアキム・トリアー | 脚色賞 - 『コーダ あいのうた』 - シアン・ヘダー : ヴィクトリア・べドス、トーマス・ビデガン、スタニスラス・キャレ・ドゥ・マルベリ、エリック・ラルティゴの映画『エール!』の脚本より - 『ドライブ・マイ・カー』 - 濱口竜介、大江崇允 : 村上春樹の短編小説『ドライブ・マイ・カー』より - 『DUNE/デューン 砂の惑星』 - ジョン・スペイツ、ドゥニ・ヴィルヌーヴ、エリック・ロス : フランク・ハーバートの小説『デューン砂の惑星』より - 『ロスト・ドーター』 - マギー・ジレンホール : エレナ・フェッランテの小説『La figlia oscura』より - 『パワー・オブ・ザ・ドッグ』 - ジェーン・カンピオン : トーマス・サヴェージの小説『パワー・オブ・ザ・ドッグ』より |
| 長編アニメ映画賞 - 『ミラベルと魔法だらけの家』 - ジャレド・ブッシュ、バイロン・ハワード、イヴェット・メリノ、クラーク・スペンサー - 『FLEE フリー』 - ヨナス・ポエール・ラスムセン、モニカ・ヘルストレーム、シーネ・ビュレ・ソーレンセン、シャルロット・デ・ラ・グルネリ - 『あの夏のルカ』 - エンリコ・カサローサ、アンドレア・ワーレン - 『ミッチェル家とマシンの反乱』 - マイケル・リアンダ、フィル・ロード、クリフトファー・ミラー、カート・アルブレヒト - 『ラーヤと龍の王国』 - ドン・ホール、カルロス・ロペス・エストラーダ 、オスナット・シューラー、ピーター・デル・ヴェッチョ | 国際長編映画賞 - 『ドライブ・マイ・カー』 ( 日本)、日本語 - 濱口竜介監督 - 『FLEE フリー』 ( デンマーク)、デンマーク語 - ヨナス・ポエール・ラスムセン監督 - 『Hand of God -神の手が触れた日-』 ( イタリア)、イタリア語 - パオロ・ソレンティーノ監督 - 『ブータン 山の教室』 ( ブータン)、ゾンカ語 - パオ・チョニン・ドルジ監督 - 『わたしは最悪。』 ( ノルウェー)、ノルウェー語 - ヨアキム・トリアー監督 |
| 長編ドキュメンタリー映画賞 - 『サマー・オブ・ソウル (あるいは、革命がテレビ放映されなかった時)』 - クエストラヴ、ジョゼフ・パテル、ロバート・フィヴォレント、デイビット・ディナースタイン - 『Ascension』 - ジェシカ・キングドン、キラ・サイモン・ケネディ、ネイサン・トゥルーズデル - 『Attica』 - スタンリー・ネルソン、トレイシー・A・カレー - 『FLEE フリー』 - ヨナス・ポエール・ラスムセン、モニカ・ヘルストレーム、シーネ・ビュレ・ソーレンセン、シャルロット・デ・ラ・グルネリ - 『燃えあがる女性記者たち』 - リントゥ・トーマス、サスミット・ゴーシュ | 短編ドキュメンタリー映画賞 - 『バスケの女王』 - ベン・プラウドフット - 『オーディブル: 鼓動を響かせて』 - マット・オガンズ、ジェフ・マクリーン - 『私の帰る場所』 - ペドロ・コス、ジョン・シェンク - 『ベナジルに捧げる3つの歌』 - エリザベス・ミルザエイ、グリスタン・ミルザイ - 『When We Were Bullies』 - ジェイ・ローゼンブラット |
| 短編映画賞 - 『The Long Goodbye』 - アニール・カリア、リズ・アーメッド - 『Ala Kachuu - Take and Run』 - マリア・ブレンドル、ナディーン・リュチンガー - 『The Dress』 - タデウシュ・ウイッチャク、マチェイ・シレシツキ - 『On My Mind』 - マルティン・ストレンジ・ハンセン、キム・マグナソン - 『Please Hold』 - K・D・ダビラ、レヴィン・メネクセ | 短編アニメ映画賞 - 『The Windshield Wiper』 – アルベルト・ミエルゴ、レオ・サンチェス - 『Affairs of the Art』 - ジョアンナ・クイン、レズ・ミルズ - 『Bestia』 - ヒューゴ・コヴァルビアス、テボ・ディアス - 『ボクシングバレー』 - アントン・ディアコフ - 『ことりのロビン』 - ダン・オジャリ、マイキー・プリーズ |
| 作曲賞 - 『DUNE/デューン 砂の惑星』 - ハンス・ジマー - 『ドント・ルック・アップ』 - ニコラス・ブリテル - 『ミラベルと魔法だらけの家』 - ジャーメイン・フランコ - 『パラレル・マザーズ』 - アルベルト・イグレシアス - 『パワー・オブ・ザ・ドッグ』 - ジョニー・グリーンウッド | 歌曲賞 - 「ノー・タイム・トゥ・ダイ」 - 『007/ノー・タイム・トゥ・ダイ』 - 作詞・作曲: ビリー・アイリッシュ、フィニアス・オコネル - 「ビー・アライヴ」 - 『ドリームプラン』 - 作詞・作曲: ビヨンセ、DIXSON - 「2匹のオルギータス」 - 『ミラベルと魔法だらけの家』 - 作詞・作曲: リン＝マニュエル・ミランダ - 「Down to Joy」 - 『ベルファスト』 - 作詞・作曲: ヴァン・モリソン - 「Somehow You Do」 - 『フォー・グッド・デイズ』 - 作詞・作曲: ダイアン・ウォーレン |
| 音響賞 - 『DUNE/デューン 砂の惑星』 - マック・ルース、マーク・マンジーニ、テオ・グリーン、ダグ・ヘムフィル、ロン・バートレット - 『ベルファスト』 - デニス・ヤード、サイモン・チェイス、ジェームズ・マザー、ニヴ・アディリ - 『007/ノー・タイム・トゥ・ダイ』 - サイモン・ヘイズ、オリヴァー・ターニー、ジェームズ・ハリソン、ポール・マッセイ、マーク・テイラー - 『パワー・オブ・ザ・ドッグ』 - リチャード・フリン、ロバート・マッケンジー、タラ・ウェッブ - 『ウエスト・サイド・ストーリー』 - トッド・A・メイトランド、ゲイリー・ライドストロム、ブライアン・チャムニー、アンディ・ネルソン、ショーン・マーフィ | 美術賞 - 『DUNE/デューン 砂の惑星』 - プロダクション・デザイン: パトリス・ヴァーメット、セット・デコレーション: シポシュ・ジュジャンナ - 『ナイトメア・アリー』 - プロダクション・デザイン: タマラ・デヴェレル、セット・デコレーション: シェーン・ヴィア - 『パワー・オブ・ザ・ドッグ』 - プロダクション・デザイン: グラント・メイジャー、セット・デコレーション: アンバー・リチャーズ - 『マクベス』 - プロダクション・デザイン: ステファン・デシャント、セット・デコレーション: ナンシー・ハイ - 『ウエスト・サイド・ストーリー』 - プロダクション・デザイン: アダム・ストックハウゼン、セット・デコレーション: レナ・ディアンジェロ              |
| 撮影賞 - 『DUNE/デューン 砂の惑星』 - グリーグ・フレイザー - 『ナイトメア・アリー』 - ダン・ローストセン - 『パワー・オブ・ザ・ドッグ』 - アリ・ウェグナー - 『マクベス』 - ブリュノ・デルボネル - 『ウエスト・サイド・ストーリー』 - ヤヌス・カミンスキー | メイクアップ&ヘアスタイリング賞 - 『タミー・フェイの瞳』 - リンダ・ダウズ、ステファニー・イングラム、ジャスティン・ラリー - 『星の王子 ニューヨークへ行く2』 - マイク・マリーノ、ステーシー・モリス、カルラ・ファーマー - 『クルエラ』 - ナディア・ステーシー、ナオミ・ドネ、ジュリア・ヴァーノン - 『DUNE/デューン 砂の惑星』 - ドナルド・モワット、ラヴ・ラーソン、エヴァ・フォン・バール - 『ハウス・オブ・グッチ』 - ヨーラン・ルンドストレーム、アンナ・カーリン・ロック、フレデリック・アスピラス |
| 衣装デザイン賞 - 『クルエラ』 - ジェニー・ビーヴァン - 『シラノ』 - マッシモ・カンティーニ・パリーニ - 『DUNE/デューン 砂の惑星』 - ジャクリーン・ウェスト、ボブ・モーガン - 『ナイトメア・アリー』 - ルイス・セケイラ - 『ウエスト・サイド・ストーリー』 - ポール・テイズウェル | 編集賞 - 『DUNE/デューン 砂の惑星』 - ジョー・ウォーカー - 『ドント・ルック・アップ』 - ハンク・コーウィン - 『ドリームプラン』 - パメラ・マーティン - 『パワー・オブ・ザ・ドッグ』 - ピーター・シベラス - 『Tick, tick... BOOM! : チック、チック…ブーン!』 - ミーロン・ケルシュタイン、アンドリュー・ワイスブラム |
| 視覚効果賞 - 『DUNE/デューン 砂の惑星』 - ポール・ランバート、トリスタン・マイルズ、ブライアン・コナー、ゲルト・ネフツァー - 『フリー・ガイ』 - スウェン・ギルバーグ、ブライアン・グリル、ニコス・カライツディス、ダン・サディック - 『007/ノー・タイム・トゥ・ダイ』 - チャーリー・ノーブル、ジョエル・グリーン、ジョナサン・フォークナー、クリス・コーボールド - 『シャン・チー/テン・リングスの伝説』 - クリストファー・タウンゼント、ジョー・ファレル、ショーン・ノエル・ウォーカー、ダン・オリヴァー - 『スパイダーマン:ノー・ウェイ・ホーム』 - ケリー・ポート、クリス・ウェグナー、スコット・エーデルシュタイン、ダン・サディック | |

### 複数の部門での受賞・ノミネート作品
| ノミネート数 | 作品                                             |
| ------------ | ------------------------------------------------ |
| 12           | 『パワー・オブ・ザ・ドッグ』                     |
| 10           | 『DUNE/デューン 砂の惑星』                       |
| 7            | 『ベルファスト』                                 |
| 7            | 『ウエスト・サイド・ストーリー』                 |
| 6            | 『ドリームプラン』                               |
| 4            | 『ドント・ルック・アップ』                       |
| 4            | 『ドライブ・マイ・カー』                         |
| 4            | 『ナイトメア・アリー』                           |
| 3            | 『愛すべき夫妻の秘密』                           |
| 3            | 『コーダ あいのうた』                            |
| 3            | 『ミラベルと魔法だらけの家』                     |
| 3            | 『FLEE フリー』                                  |
| 3            | 『リコリス・ピザ』                               |
| 3            | 『ロスト・ドーター』                             |
| 3            | 『007/ノー・タイム・トゥ・ダイ』                 |
| 3            | 『マクベス』                                     |
| 2            | 『クルエラ』                                     |
| 2            | 『タミー・フェイの瞳』                           |
| 2            | 『パラレル・マザーズ』                           |
| 2            | 『Tick, tick... BOOM! : チック、チック…ブーン!』 |
| 2            | 『わたしは最悪。』                               |

## ガヴァナーズ賞
アカデミーは2021年6月24日、第12回ガヴァナーズ賞授賞式で授与される名誉賞等を発表した。
アカデミー名誉賞
- サミュエル・L・ジャクソン
- エレイン・メイ
- リヴ・ウルマン

ジーン・ハーショルト友愛賞
- ダニー・グローバー

## 授賞式情報
前年の視聴率が史上最低だったことを受け、映画芸術科学アカデミー（AMPAS）は放送時間を3時間に収めるため、一部の賞の発表（ドキュメンタリー短編映画、編集、メイクアップ&ヘアスタイリング、作曲、美術、アニメーション短編映画、実写短編映画、音響）を事前に行うことを明らかにした。この決定について、一部の映画関係者から批判があがる事態となった。また、Twitterの投票でお気に入り映画とシーンを発表するとし、最多得票は授賞式で放映される。これは日本アカデミー賞の話題賞に相当する。なお、今授賞式の視聴者数は過去2番目に少ない約1540万人だった。
作品賞にノミネートされている『ウエスト・サイド・ストーリー』のヒロイン役を務めたレイチェル・ゼグラーが本授賞式に招待されておらず、家で授賞式を見守ることを自身のInstagramで明らかにした。ゼグラーは主演女優賞にノミネートされていないため、配給会社に割り当てられている招待枠から出席することになるが、新型コロナウイルス感染予防対策に伴う出席者数制限で配給会社のウォルト・ディズニー・カンパニーによる判断でゼグラーが外された可能性が指摘されている。その後、AMPASはゼグラーを授賞式に招待すると共にプレゼンターも担当させることを明らかにした。

### 放送局
アメリカではアメリカン・ブロードキャスティング・カンパニー（ABC）、日本ではWOWOWにおいて、生中継が行われた。中華人民共和国（中国）では例年中国中央電視台（CCTV）がライブ配信並びにダイジェスト版を放送していたが、2年連続で授賞式の放送を見合わせた。放送中止の理由について、ハリウッド・リポーターは長編ドキュメンタリー賞に中国経済のからくりをテーマとした『アセンション』がノミネートされていることや授賞式において、ウクライナ支援やロシア批判が予想されたことが要因として挙げられている。

### ウクライナ支援
2022年2月に発生したロシアによるウクライナ侵攻を受けて、授賞式ではゲストとして女優のミラ・クニス（ウクライナ出身）が登壇し、同国への支援を呼び掛けたほか、この侵攻による犠牲者に対して黙祷が捧げられた。なお、ニューヨーク・ポストなどはウクライナ大統領のウォロディミル・ゼレンスキーの出演も予定されていると報じられていたが、登場しなかった。

### 平手打ち騒動
長編ドキュメンタリー賞のプレゼンターとして登壇したコメディアンのクリス・ロックが脱毛症であることを公表している女優のジェイダ・ピンケット・スミスを侮辱する発言をしたため、夫で俳優のウィル・スミスが壇上に上がり、ロックに平手打ちをする騒ぎが発生した。その後、スミスは放送禁止用語を交えてロックの発言を批判したこともあり、アメリカ国内において授賞式を生中継していたアメリカン・ブロードキャスティング・カンパニー（ABC）や日本国内で授賞式を中継していたWOWOWなどは放送を一時中断する事態になった。
騒動を受けて、映画芸術科学アカデミー（AMPAS）はウィル・スミスに対して、会場から退場するように求めたが、スミスは応じず、会場に留まった。その後、スミスは主演男優賞を受賞し、スピーチの中で「AMPASやノミネートされたすべての仲間に謝りたい」と述べたが、この時点ではクリス・ロックへの謝罪は行わなかった。
ウィル・スミスは2022年3月28日に投稿したInstagramの中で「クリス、あなたに公に謝罪したい。私は不適切で間違っていた。自分を恥じ入り、私の行動は自分がなりたい男のものではなかった。愛と優しさのあふれる世界に暴力の存在する場所はない」と述べ、クリス・ロックを始め、AMPAS関係者や視聴者、主演男優賞を受賞した『ドリームプラン』のモデルでもあるテニス選手のウィリアムズ姉妹（ビーナスとセリーナ）の父親などに対しても謝罪した。
クリス・ロックは警察に被害届の提出を行わないことをアメリカのメディアに対して明らかにしているが、AMPASは2022年3月28日にウィル・スミスの行動を非難すると同時に調査を開始し、カリフォルニア州法などに準じた対応を行う声明を発表した。同月30日、AMPASは「スミス氏の行為は、アカデミーの行動基準に違反する。目撃した人たちに深い衝撃を与え、トラウマを植え付けた」と述べ、懲戒手続きを開始したことを明らかにした。前述の通り、スミスは主演男優賞を受賞しているが、ロサンゼルス・タイムズは同賞が剥奪される可能性もあると報じている。
2022年4月1日、ウィル・スミスは「私は多くの人を傷つけ、アカデミーの信頼を裏切った。私はアカデミーから退会するとともに、今後のアカデミーの判断を受け入れる」と述べ、AMPASから退会する意向を示し、AMPASもその申し出を受理したことを同日発表した。
2022年4月8日、AMPASは授賞式を始めとするAMPAS主催イベントへの出席を今後10年間禁止する処分を理事会において決定し、ウィル・スミスもこの決定を受け入れたことを発表した。なお、今回のアカデミー賞で受賞した主演男優賞は剥奪されず、今後のノミネートについても除外にはならないことも併せて発表された。